# Покровская церковь (Бендеры)
Покровская церковь (Церковь Покрова Пресвятой Богородицы) — храм Кишинёвской и всея Молдовы епархии Русской православной старообрядческой церкви в городе Бендеры (Приднестровье).

## История
Старообрядцы поселились в Бендерах в конце XVIII века. В 1818 году была построена каменная часовня, но в отчётах 1835 года числится только одна деревянная часовня. В 1854 году к часовне самовольно был пристроен алтарь. В 1888 году на её месте был построен обширный каменный храм во имя Покрова Пресвятой Богородицы (разрушен в 1962 году).
Бендерские старообрядцы не приняли Окружного послания 1862 года, в связи с чем Бендеры стали важным неокружническим центром. Активные попытки примирения между старообрядцами начались в 1905—1906 годах. 9 апреля 1907 года был подписан бендерский «Мирный акт», имевший важное значение в ослаблении неокружнического раскола на юге России, но в 1912 году от бендерских старообрядцев отделилась особо непримиримая группа. Их  прозвали «павловцами», по имени епископа Павла Рязанского, принявшего участие в разделении общины. Молитвы они начали проводить в доме, вскоре перестроенном под храм. Первым священником стал о. Сергий. В 1922 году епископ Павел Рязанский освятил переносной престол во имя Покрова Пресвятой Богородицы.
В середине XX века в большом храме насчитывалось 917 прихожан, а в малом — 579. В большом храме служили о. Мина Колесников (1918—1944), о. Макарий Тихонов (1944—1955), о. Нестор Соловьёв (1955—1962), в малом — о. Сергей Ноконору, о. Семён Поляков (1919), о. Порфирий Поляков (1942—1966). Священство со временем примирилось, но вражда между прихожанами продолжалась вплоть до августа 1962 года, когда большой храм был снесён властями и общины были вынуждены объединиться.
В 2005 году для окормления прихода рукоположен о. Виктор Костромин. В 2009 году о. Виктор был переведён в Покровскую церковь села Покровка, а на его место рукоположен о. Андрей Костромин. Старое здание церкви перестало удовлетворять потребностям общины, поэтому в 2011 году был разработан проект нового храма, а для его постройки снесено здание амбара и колокольня. К 2018 году были возведены стены здания. Предполагается, что храм будет освящён во имя Покрова Пресвятой Богородицы с приделом во имя Рожества Святителя Николы Чудотворца.
С 2010 года на престольный праздник Покрова Пресвятой Богородицы проводится ежегодный крестный ход. С 2012 года действует воскресная школа, а с 2013 — проводится летний лагерь для детей.